# Mouchy (Film)
Mouchy ist ein deutsches Stummfilmdrama aus dem Jahre 1918 von Hubert Moest mit seiner damaligen Ehefrau Hedda Vernon in der Titelrolle. 

## Handlung
Mouchy ist eine arme Waise, die es bislang recht schwer gehabt hat im Leben. Sie wurde von dem alten Förster Johann aufgezogen und kam nach dessen Tod zum Graf von Zerath, der sie zu seiner Geliebten machte. Zerath ging eines Tages das Geld aus, und so stieß er Mouchy kurzerhand ab, um eine reiche Frau, die ihn sanieren könnte, zu ehelichen. Mouchy landete bei dem jungen Förster Fritz, der in des Grafen Dienst steht. Eines Abends schickte dieser Fritz in den dunklen Wald und machte sich, in alter Gewohnheit, über das Waisenmädchen her. Fritz kehrt zurück und sieht den Lüstling höchst unkeusch Mouchy bedrängen. Es kommt zu einer kurzen Rauferei, bei der Fritz den aufdringlichen Nebenbuhler kurzerhand erschlägt.

## Produktionsnotizen
Mouchy entstand zum Jahresbeginn 1918 und passierte die Zensur im März desselben Jahres. Der Vierakter mit einer Länge von 1282 Metern Länge erhielt Jugendverbot und wurde im August 1918 in Berlins Tauentzienpalast uraufgeführt. 

## Kritik
Paimann’s Filmlisten resümierte: „Stoff, Spiel, Photos und Szenerie sehr gut.“